# Hester Macrander

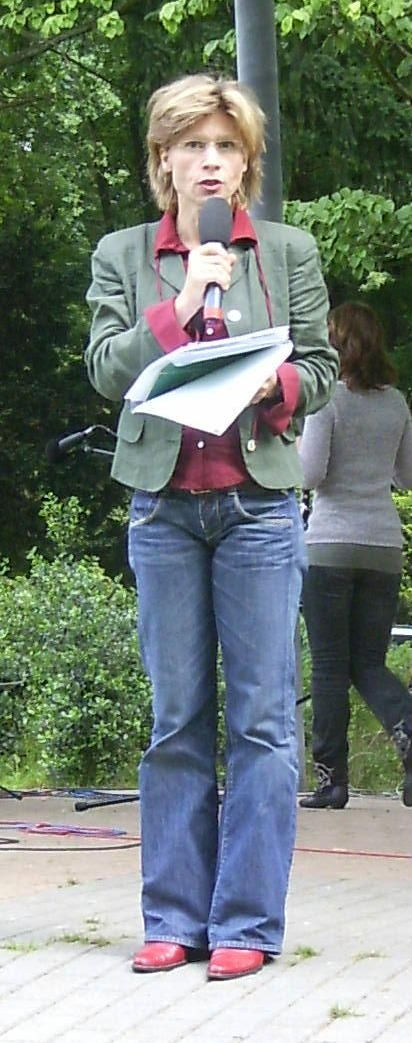
Hester Macrander op de Dag van het Park, 27 mei 2007, in Park Hartenstein in Oosterbeek

Hester Macrander (Zutphen, 10 december 1960) is bekend geworden als Nederlands cabaretière. Macrander volgde de opleiding Theaterdocent/Regie aan de Hogeschool voor de Kunsten in Amsterdam. Daarnaast behaalde zij een onderwijsbevoegdheid Nederlands (tweede graad).
In 1991 haalde Macrander de finale van het Leids Cabaret Festival. Sindsdien maakte zij dertien onewomanshows. Daarnaast werkte en werkt zij o.a. als dagvoorzitter en columnist.
In 2006 stelde zij zich verkiesbaar voor de Tweede Kamerverkiezingen namens de Partij van de Arbeid; ze kwam op de lijst van de partij. In 2011 stapte ze over naar GroenLinks.
Macrander woont in Arnhem en heeft twee kinderen.